# Colmar-Berg
Colmar-Berg (franska) (luxemburgiska: Colmer-Bierg lyssna (fil), tyska: Colmar-Berg) är en ort i kantonen Mersch i centrala Luxemburg. Den är huvudort i kommunen med samma namn och ligger vid floderna Attert och Alzettes sammanflöde, cirka 22,5 kilometer norr om staden Luxemburg. Orten har 2 036 invånare (2022).
Orten Colmar-Berg består av de sammanväxta ortsdelarna Colmar och Berg. I Berg ligger Bergs slott, vilket är storhertigen av Luxemburgs huvudsakliga residens.